# Eridania Planitia
Eridania Planitia é uma planitia de Marte localizada a leste de Hellas Planitia, nas terras altas do sul de Marte. Seu nome foi aprovado em 22 de setembro de 2010; tendo sido escolhido a partir da formação de albedo clássica mais próxima.